# Arnold Fey
Arnold Fey jr., ook gespeld als Arnoldus Fey of Feij, (Oirschot (Nederland), rond 1633 - Kranenburg (district Kleef, Duitsland), 1679) was een Nederlandse chirurgijn.
Hij was de zoon van Arnold Fey sr. en Maria Claessen. Arnold Fey sr. was een middelmatig barbier-chirurgijn, die onder meer verantwoordelijk was voor de gezondheid van de leden van het kapittel te Oirschot. Arnold Fey jr. daarentegen had gestudeerd aan de chirurgijnsopleiding te Oirschot. Deze opleiding kwam voort uit de werkzaamheden van Silverster I Lintermans uit Sint-Truiden, die in 1555 in Oirschot kwam wonen en het chirurgijnsvak van generatie op generatie doorgaf met inachtname van de nieuwste ontwikkelingen.
Zo kwam Arnold in de leer bij Silvester IV Lindemans, waar hij zich tot een voor die tijd bekwaam chirurgijn ontwikkelde.
Fey is vooral bekend geworden door zijn operaties van borstkanker. Dit specialisme werd al in de medische school van Oirschot beoefend. Feys bekendste patiënte met borstkanker was Anna van Oostenrijk, achterkleindochter van keizer Karel V en moeder van koning Lodewijk XIV van Frankrijk. In 1665 verscheen Fey aan het Franse hof. Fey heeft weinig hulp kunnen bieden aan de koningin-moeder maar werd toch vereerd met kostbare geschenken en benoemd tot ridder in de orde van Sint Michiel.
In het algemeen was de ziekte in een te ver gevorderd stadium om nog genezen te kunnen worden, Feys operaties waren dan vaak ook weinig succesvol en hadden soms zelfs een dodelijke afloop. Dit kwam mede omdat de patiënten tegen beter weten in op behandeling aandrongen.
Een andere medische ingreep die door Fey werd uitgevoerd, was de operatie van de hazenlip. Deze ingreep was, evenals die van staar, al eeuwenlang bekend, maar vereiste een zeer vaardige hand van de chirurg.
Ook het toepassen van steunkorsetten bij rugafwijkingen was een specialisme van Fey, waaromtrent eveneens al expertise was opgebouwd in de Oirschotse medische wereld. De drie dochters van Johan de Witt werden in 1668 door hem behandeld. Het fabriceren van dergelijke korsetten zorgde voor werkgelegenheid in de plaats. Daarnaast moesten ook de vele rijke patiënten worden verzorgd. Feitelijk was zijn medische praktijk een aanzienlijk bedrijf, dat ook Fey een hoog inkomen bracht. De volgende versregel was dan ook aan hem gewijd:
Elk spoede sig daer heen, die kwalen kwam te lijden, De kanker uijt een borst kon niemant beter snijden.

## Kritiek
Naast lof oogstte Fey ook veel kritiek. Dit kwam mede door zijn bewering dat operaties uitgevoerd met het mes, waarmee hij sectie had verricht op het lijk van de volksheilige Maria van Valkenisse, altijd succesvol bleken te zijn. Uiteraard werd een dergelijke bewering in tijdschriften zoals de Hollandtze Mercurius aangegrepen om de spot met de man te drijven, temeer daar hij geen universitaire opleiding had genoten maar zich niettemin als medicinae doctor uitgaf. Naar verluidt zou Lodewijk XIV hem ooit de kwakzalver van de Meierij hebben genoemd.

## Laatste jaren
Fey was welgesteld en heeft geprobeerd de heerlijkheid Hillegom te kopen, maar dat lukte niet.
Na de inval van de Fransen in Oirschot, in 1672, vertrok Fey uit Oirschot en verliet hij zijn pas in 1669 gereedgekomen nieuwe huis, het nog steeds aanwezige Hof van Solms. In 1674 verhuurde hij dit aan een particulier, waarna hij zich vestigde te Kranenburg, daar hij deze heerlijkheid had gekocht. Gezien de werkgelegenheid die zijn bedrijf met zich mee had gebracht wilde men hem in Oirschot graag terug hebben, waartoe men hem zelfs de Staatse helft van de heerlijkheid Oirschot aanbood.
Fey overleed in 1679 in Kranenburg. Na zijn dood is hij daar als heer van die plaats in de kerk begraven.
In januari 1945 bivakkeerde een groep Britten en Canadezen in Spoordonk. In opdracht van de NBS werden een aantal mannen uit Boxtel daarheen gestuurd om de unit te beveiligen. Van Spoordonk verhuisden ze met de troepen mee naar Duitsland en kwamen zo in het dorp Kranenburg met een bijna totaal verwoeste kerk; tussen de brokstukken ontdekten ze de grafsteen van doctor Fey. Na de oorlog is zijn grafsteen naar de Sint-Petruskerk van Oirschot overgebracht waar deze een plaats kreeg achter het hoogaltaar in de kooromgang.
In Oirschot is nog steeds een straat naar hem vernoemd: de Doctor Feijstraat.